# NoCopyrightSounds
NoCopyrightSoundsは、著作権フリーの音楽をリリースするイギリスの音楽組織およびレコードレーベル。NCSとも呼ばれる。ダウンロードも無料でできる。
また NCSの音楽を動画のBGMとして使用する場合は、
- アーティスト名と曲名を記載する。
- 使用した曲のYouTube動画へのリンクを記載する。
- NCS（NoCopyrightSounds）が提供するストリーミングサービスのリンクを記載する。 記載というのは、Youtubeの動画の概要欄に記載することを指す。

以下の例を参照
- Song: Disfigure - Blank [NCS Release]

- Music provided by NoCopyrightSounds

- Free Download/Stream: http://ncs.io/blank

- Watch: http://youtu.be/p7ZsBPK656s

## 沿革
設立者であるビリー・ウッドフォードは友人とYouTubeでゲーム実況を始めた。しかし、動画にBGMを入れたかったが、著作権の問題により使用できなかったため、無料で使える音楽を探し、自分のチャンネルの「NoCopyrightSounds」のプレイリストに入れた。
それが注目され、2011年にNoCopyrightSoundsのチャンネルを開設した。フォーブス誌に「コンテンツ所有者にクレジットを返済する限り、クリエイターが音楽を自由に使用して収益化することを可能にするYouTube初のラベル」と記載される。
NCSの最初の曲としてTapolsky & X-Bassの「Violin DnB」がアップロードされた。最初のレイアウトであるXDフェイスレイアウトが使用され、「Violin DnB」では、ジャンルのドラム＆ベースを表すためにピンク色に着色された。
NCSは2012年5月20日にDJ ASSASS1Nの「Frag Out」という曲をアップロードし、新しいレイアウトをテストした。これはオーディオビジュアライザーを使った最初のアップロードで、左右にオーディオ・バーがある形だった。ロゴの入った円は少し変更された。この曲は最終的に2012年の最も人気のあるアップロードとなった。
2013年にSoundNetの「A Single Step」という曲で現在の円のオーディオビジュアライザーが使用されるようになった。その後、すべてのプロモーションビデオに現在のビジュアライザーが使用されるようになり、ビデオをより魅力的に見せるために背景写真を使用し始めた。ビデオで使われている背景はビリーが自分で撮影したものである。また、この円形ビジュアライザーは、音楽プロモーターのRusted Mediaが制作したもの。

以前のNCSのロゴ

2013年4月8日にNCSはクルーウェラの「Come And Get It (Razihel Remix)」をアップロードすると、すぐに人気となり、年末までNCSで最も人気のある曲となり、チャンネルに大きな影響を与えた。この曲はYouTube上のたくさんの動画で使用された。他にも、Disfigureの「Blank」やAhrixの「Nova」、Makoの「Beam」などもチャンネルに影響を与えた。
その後、NCSはレコードレーベルへの移行を開始し、2013年11月28日に初の公式リリースであるAero Chordの「Time Leap」をリリースした。NCSがレコード・レーベルとなった今、プロモーションが自分たちのものであるかのように人々を混乱させたくないという理由から、彼らのチャンネルでプロモーションを行うことはできなくなった。翌年にかけて、NCSはチャンネル上のプロモーションをすべて削除し、2014年末には、2012年4月29日にアップロードされたxKoreの「Need You（Centra Remix）」だけが残った。
「Need You (Centra Remix)」は2016年7月以降に削除され、NCSでの最後のプロモーションの削除となった。この曲が削除されると、「Frag Out」はNCSで最も古い曲となり、2012年のNCS最後の曲となった。
2014年、ノルウェーの音楽プロデューサーであるアラン・ウォーカーは、ビリーに「Fade」という曲を送った。送られてきた曲を聴いたビリーは、この曲がユニークでNCSのコミュニティに適していると考え、100万人の登録者を超えた後にこの曲をリリースした。この曲は、NCSで最も人気のある曲となり、2021年までにYouTubeで4億回再生されたことでも有名である。
2017年、NCSは無料で音楽をリリースしたにもかかわらず、デジタルダウンロードを100万回以上販売したというマイルストーンを達成した。レーベルマネージャーのDaniel Leeは、「フリーミアムモデルのサービスに似ているが、NCSは音楽を無料で楽しむことができると同時に、ファンが有償サービスを通じて音楽をサポートできるようにする」と語った。ウッドフォードは、「有料ダウンロード数が100万に達したことは非常に誇りで、NCSが長年培ってきた成長力と強みを示していると思います。また、クリエイターからの新鮮なオリジナル音楽の需要は膨大で、毎日増えています」とコメントしている。
2017年3月17日、オランダの音楽プロデューサーAhrixがNCSとの契約を更新しなかったため、「Nova」は非公開に設定された。その後、2020年に削除された。これは、契約満了により削除された唯一の曲である。削除と同時に、Different Heavenの「My Heart」が2013年の新たな人気曲となった。
2018年3月17日、「Frag Out」は理由不明でプロモーションに戻され、削除された。今でも原因はわかっていない。この削除により、SirensCeolの 「Coming Home」がNCSで最も古い楽曲となった。
2021年11月、アラン・ウォーカーはソニーと契約を結び、「Fade」、「Spectre」、「Force」は非公開となり、Electro-Lightの「Symbolism」は2014年にリリースされた曲で最も再生された曲となり、Cartoonの「On & On」はNCSの最も人気な曲となった。
2022年8月14日、NCSの11周年記念日に、彼らは新しいレーベルを予告するYouTube ShortをNCS Arcadeチャンネルにアップロードした。8月31日、NCS Arcadeの新レーベル第一弾として、Netrum & Halvorsenの「Circle」をアップロード。
2023年3月27日、TobuがNCSとの契約更新を望まなかったため、Roots以前のTobuの全リリースがチャンネルから削除された。Tobuは楽曲の所有権を共有し、NCSは楽曲の全所有権を取得することを望んだが、Tobuはそれを望まなかったためである。
2025年3月27日現在、YouTubeチャンネル登録者数は約3400万人である。
また、2023年3月8日現在、Youtubeチャンネルで公開されている1億回以上再生の曲は、以下の通り18曲ある。
- Cartoon - On & On (feat. Daniel Levi)
- Cartoon - Why We Lose (feat. Colemann Trapp)
- DEAF KEV - Invincible
- Different Heaven & EH!DE - My Heart
- Disfigure - Blank
- Electro-Light - Symbolism
- Elektronomia - Sky High
- Janji - Heroes Tonight (feat. Johnning)
- Jo Cohen & Sex Whales - We Are
- Julius Dreisig & Zeus X Crona - Invisible
- Lost Sky - Fearless pt.II (feat. Chris Linton)
- Robin Hustin x TobiMorrow - Light It Up (feat. Jex)
- Spektrem - Shine
- Sub Urban（英語版） - Cradles
- Syn Cole（英語版）- Feel Good
- Unknown Brain - Superhero (feat. Chris Linton)
- Warriyo - Mortals (feat. Laura Brehm)
- Lost Sky - Dreams pt. II (feat. Sara Skinner)

## ジャンル (リング色別)
出典:
- 黄 = House
- 紫 = Future Bass / Future House
- 緑 = Trap / Future Bass
- 青 = Dubstep
- シアン = Melodic Dubstep
- 赤 = Drumstep
- ピンク = Drum & Bass
- 橙 = Indie Dance
- 白 = Chillstep / Hardstyle / Miscellaneous Genre
- ミント = Glitch Hop
- 黒 = Miscellaneous Genre

## 著名なアーティスト
- アラン・ウォーカー[26]
- K-391[27]
- Tobu[27]
- ドン・ディアブロ[28]
- コーヴン[29]
- ネフェックス[30]
- マダック[31]
- RetroVision[32]
- Elektronomia
- Lost Sky

## ディスコグラフィー
- Uplifting
- Infinity
- The Best of 2015
- NCS is Love, NCS is Life, Volume 1
- The Best of 2016
- Colors
- The Best of 2017
- Alpha
- Reloaded
- Elevate
- The Best of NCS10
- NCS10Release